# Mulay Maslama
Mulay Maslama ibn Muhammad fou un sultà rebel del Marroc de la dinastia alauita.
A la mort del seu germà Mulay Yazid a Marraqueix el 23 de febrer de 1792 es va revoltar al nord-est i es va proclamar sultà. A poc a poc va perdre suport però es va mantenir fins al 1799. Finalment es va exiliar a Egipte i va morir al Caire el 1805.